# NJPWグレイテストミュージック
NJPWグレイテストミュージック（エヌジェイピーダブリュ - ）は、新日本プロレスリングの創設40周年を記念してリリースされたオムニバスによるサウンドトラックアルバムである。
これまで団体テーマ曲・プロレスラーの入場曲など収めたCDはリリースされていたが、版権により会場内で使用されるオリジナル音源のみ集めることは困難のため、全てもしくは一部の楽曲は別バンドでレコーディングされたカバー作品の収録が多かった。今作品は、多方面の協力を経て全曲、会場内で使用された音源でのリリースとなる。

## 収録曲

### DISC-1
1. The Score
作曲:キース・エマーソン、グレッグ・レイク　演奏:エマーソン・レイク・アンド・パウエル
テレビ朝日系「ワールドプロレスリング」テーマ曲。
フルコーラスバージョン。
2. HIGH ENERGY - (棚橋弘至)
作曲:Julia Claris
3. Immigrant Song - (真壁刀義）
作曲:ジミー・ペイジ、ロバート・プラント　編曲:布袋寅泰
レッド・ツェッペリンの楽曲を布袋寅泰がカバー（アルバムELECTRIC SAMURAI収録）。
4. 覇道 - (後藤洋央紀)
作曲:KAZSIN
5. The Machine Gun - (カール・アンダーソン)
作曲:北村陽之介
6. Countdown ignition - (井上亘)
作曲:北村陽之介
7. stardust - (内藤哲也)
作曲:KAZSIN
8. where are you from? - (キャプテン・ニュージャパン)
作曲:北村陽之介
9. MISSION BLOW - (永田裕志)
作曲:中沢亮
10. Seize The Tactticz - (中西学)
作曲:水谷幸正
11. テンザン 〜時空〜 - (天山広吉)
作曲:五島一
12. RUSH!! - (小島聡)
作曲:安部潤
13. ハリケーンズ・バム - (スーパー・ストロング・マシーン)
作曲:福来良夫（平沢進）
14. Roughness - (三上恭佑)
作曲:北村陽之介
15. Let's get crazy - (キング・ファレ)
作曲:北村陽之介

### DISC-2
1. レッスル･キングダムのテーマ
2. RAIN MAKER - (オカダカズチカ)
作曲:北村陽之介
3. Subconscious - (中邑真輔)
作曲:Julia Claris
4. intoxication - (矢野通)
5. Whassup Dawg? - (邪道&外道)
作曲:北村陽之介
6. against rules - (飯塚高史)
作曲:北村陽之介
7. He is AMERICAN PSYCHO - (ランス･アーチャー)
作曲:北村陽之介
8. 怒りの獣神 - (獣神サンダーライガー)
作詞:安藤芳彦　作曲:工藤崇　編曲:矢野立美　歌:弘妃由美
9. BUSHI-DO - (BUSHI)
作曲:北村陽之介
全日本プロレス時代の使用曲「BUSHI-DO（作曲:鎌野直生）」は、本作とは異なる。
10. Go for broke - (渡辺高章)
作曲:北村陽之介
11. catch your dream - (高橋広夢)
作曲:北村陽之介
12. おまえは虎になれ - (タイガーマスク)
作詞:糸井重里　作曲:西木栄二　編曲:西木栄司、武部聡志　唄:松村とおる
13. KUSHIDA MAKES YOU ROCK - (KUSHIDA)
作曲・演奏:GEEKS
14. MASTER OF DROPKICK - (田口隆祐)
作曲:BAGI　演奏:ONE TRACK MIND
15. WAO! - (タマ･トンガ)
作曲:北村陽之介

### DISC-3
1. ワールド･プロレスリング オリジナル･テーマ
作曲:青山一郎　演奏:ワールド･プロレス吹奏楽団
モノラル音源
2. 炎のファイター - (アントニオ猪木)
作曲:Michael Masser
3. 燃えよ荒鷲 - (坂口征二)
作曲:淡海悟郎
4. ストロング･ハッグ - (ストロング小林)
作曲:岩倉健二
5. サーベル･タイガー - (タイガー・ジェット・シン)
作曲:小久保隆
6. ジャイアント･プレス - (アンドレ・ザ・ジャイアント)
作曲:E-Project
7. ドラゴン･スープレックス - (藤波辰爾)
作曲:Hiroshi Katoh、Kuma Harada
8. パワー･ホール - (長州力)
作曲:異母犯抄
9. HOLD OUT - (武藤敬司)
作曲:鈴木修
10. Fantastic City - (蝶野正洋)
作曲:鈴木修
11. 爆勝宣言 - (橋本真也)
作曲:鈴木修
12. Mr.B.D - (後藤達俊)
作曲:鈴木修
13. SAMURAI - (越中詩郎)
作曲:鈴木修
14. POWER - (佐々木健介)
作曲:鈴木修
15. MUTA - (グレートムタ)
作曲:鈴木修
16. 朝日に栄光あれ - (ワールドプロレスリング、オープニングテーマ使用曲)
作曲:神津善行

## NJPWグレイテストミュージックII
NJPWグレイテストミュージックII（エヌジェイピーダブリュ - ツー）は、上記シリーズの続編としてリリースされた作品。今作品には新たな選手の入場曲や、前作品の別バージョン等を収録。

### 収録曲
1. RAINMAKER -20130104- - (オカダ・カズチカ)
作曲:北村陽之介
2013年1月4日東京ドーム大会にて使用されたビッグマッチバージョン。
2. ALL NIGHT LONG - (高橋裕二郎)
3. HEAD HUNTER - (YOSHI-HASHI)
4. Real Rock'n Rolla - (プリンス・デヴィット)
5. THE UNDERBOSS - (バッドラック・ファレ)
6. The Machine Gun (Ver.2) - (カール・アンダーソン)
作曲:北村陽之介
7. RUSSIAN STRIKE - (アレックス･コズロフ)
8. X - (シェルトン･X･ベンジャミン)
9. Killer Bomb - (K.E.S.)
10. Awakening - (デイビーボーイ・スミスJr.)
11. against rules -Solid version- - (飯塚高史)
12. NEXT GO ROUND - (アレックス・シェリー)
13. The First Star - (田中翔)
14. Resolution - (小松洋平)
15. Intercontinental
16. NEVER2012
17. NEVER TITLE MATCH ATTACK
18. WORLD TAG LEAGUE 2012
19. THEME 2013
20. SURVIVOR (THEME 2013)
21. Gambler (G1 CLIMAX23)
22. バックランド･ストレート
23. アメリカン･ドリーム
24. The Red Spectacles
25. ストロング･マシーン We are No.1